# Industrie aéronautique chinoise
L'industrie aéronautique chinoise est l'ensemble des sociétés aéronautiques civiles et militaires de république populaire de Chine. Elle est en développement rapide. Elle s'appuie sur des acteurs locaux, et sur des coentreprises avec des sociétés étrangères leader dans leurs domaines. Ses réalisations et projets les plus récents sont l'ARJ21 et le C919. Elle produit également sous licence des A320 et Bombardier Challenger 600.
L'un des avions militaires les plus récents est le Chengdu J-20 (actuellement en développement).
Dans le domaine des hélicoptères, elle développe le Z15 (Eurocopter EC175).

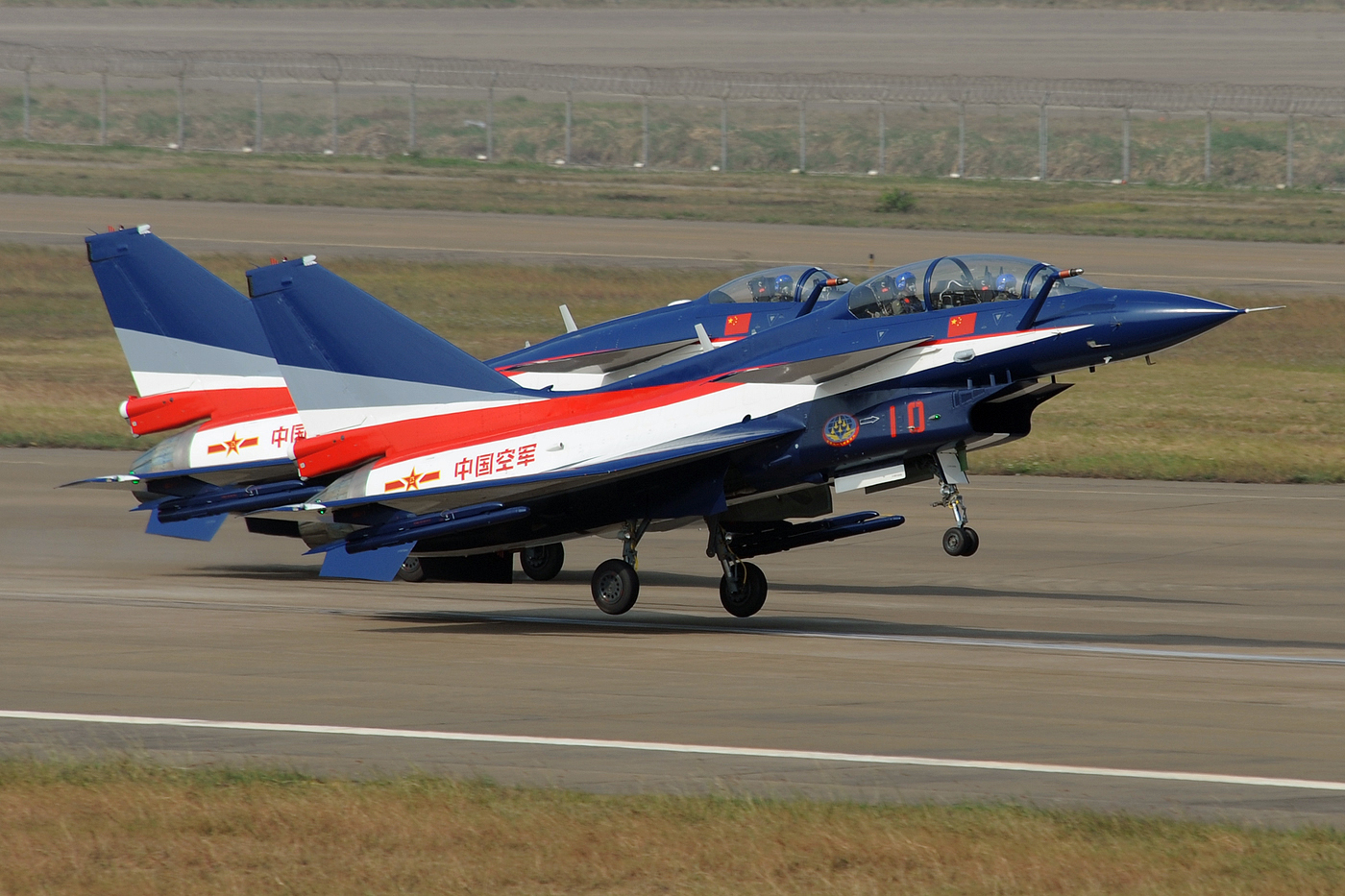
2 Chengdu J-10 de l'armée de l'air chinoise (octobre 2010).

Les principales sociétés aéronautiques chinoises sont :
- AVIC I Commercial Aircraft Co., Ltd.
- Changhe Aircraft Industries Corporation
- Chengdu Aircraft Corporation
- China Aviation Industry Corporation
- Commercial Aircraft Corporation of China
- Harbin Aircraft Manufacturing Corporation
- Xi'an Aircraft Industrial Corporation

En 2011, l'industrie chinoise de l'aviation a, d'après Le Quotidien du peuple en ligne, 60 ans, ce qui a été célébré un dimanche au Grand Hall du Peuple à Pékin.

## Histoire

### Aviation

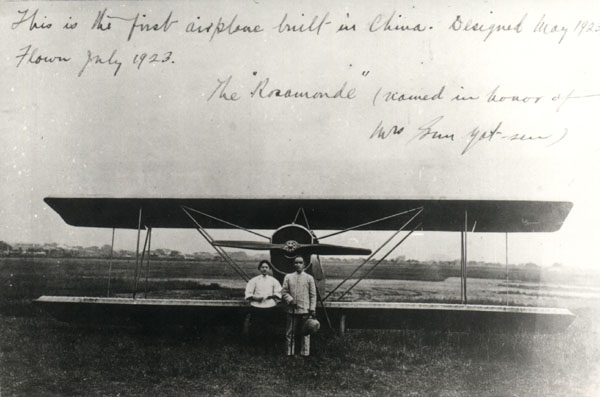
Le biplan Rosamonde, le premier avion conçu et piloté en Chine

Le premier vol d'un avion de construction chinoise fut celui du Xianyi Rosamonde le 12 juillet 1923, développé par l'allemand Léopold Schoettler sur le modèle du Schoettler I. Un autre des rares avions un avion militaire chinois de l'entre-deux-guerres fut le Nin Hai. C'est un hydravion biplan à flotteur. Sa mise en service date de 1933, alors au sein de la république de Chine
L'histoire de la construction aéronautique en Chine débuta en 1934, par la création d'une coentreprise à Nanchang destinée au développement de l'aviation entre la république de Chine de Tchang Kaï-chek et le royaume d'Italie de Benito Mussolini. Toutefois cette collaboration est interrompue par l'alliance militaire entre l'Italie et le Japon et la seconde guerre sino-japonaise. Les usines sont confisquées par le gouvernement chinois puis délocalisées dans le Nanchuan à la suite de l'occupation japonaise, avant de retourner à Nanchang en 1947.
Le Xian H-6 est une copie sous licence du bombardier soviétique Tupolev Tu-16 construite pour la Force aérienne chinoise. Le premier Tu-16 est livré à la Chine en 1958. La compagnie Xian signe un contrat de construction sous licence du bombardier à la fin des années 1950. Le premier Tu-16 chinois, désigné localement "H-6" effectue son premier vol en 1959.
Le Shenyang J-6 (désigné F-6 dans ses versions d'exportation) Farmer (désignation OTAN) est la version construite en république populaire de Chine du chasseur russe Mikoyan-Gourevitch MiG-19 Farmer. Il est construit par la société Shenyang, son premier vol a lieu le 17 décembre 1958, sa mise en service en décembre 1961.
Depuis le premier vol en 1959 du Xian Y7, plus de 1 200 exemplaires ont été construits par Antonov ainsi que quelques dizaines en Chine par Xian Aircraft Manufacturing Company sous la désignation Yunshuji Y-7.
Le Nanchang CJ-6 est un avion basé sur le CJ-5, il était monoplan à aile basse, monomoteur, biplace, monodérive. Les premiers exemplaires datent de 1960. Il a notamment été utilisé en Albanie, au Bangladesh, au Cambodge, en Corée du Nord, au Laos, au Sri Lanka, en Tanzanie et en Zambie.
En 1958, la république populaire de Chine avait acquis une licence de production pour le MiG-19, l'achat de celle du MiG-21F-13 étant alors aussi planifié pour en équiper l'armée populaire de libération. Mais ces prévisions furent altérées par la dégradation des relations sino-soviétiques qui devaient mener en 1960, à la rupture entre les deux pays.
Le développement d'un avion d'attaque supersonique a commencé au centre de conception de Shenyang en août 1958, la direction du projet devant se faire à Nanchang. Le prototype fut abandonné en 1961 à la suite des problèmes posés par le Grand Bond en avant, mais néanmoins poursuivi par une petite équipe et relancé officiellement à partir de 1963. Le premier vol eut lieu le 4 juin 1965, et à la fin de l'année la production d'un lot de présérie fut autorisée. Des modifications majeures entre autres des systèmes hydraulique, de carburant, et d'armement furent jugées nécessaires, les deux prototypes définitifs volant à partir d'octobre 1969. La production du Q-5 de série fut approuvée à la fin de l'année et les livraisons commencèrent en 1970, soit 12 ans après le début du projet. Le Nanchang Q-5 (code OTAN Fantan, appelé A-5 à l'export) est un avion d'attaque au sol produit par la république populaire de Chine. Il est dérivé du MIG-19 Farmer, que l'usine chinoise de Shenyang construisait déjà sous licence sous le nom de J-6.
Le Chengdu J-7 est l'avion de chasse chinois dérivé du Mikoyan-Gourevitch MiG-21 soviétique, son premier vol date de 1966.
À partir de 1976, le J-7II, fut développé par Chengdu en collaboration avec Shenyang. Le moteur était un Liyang WP-7B avec un canal de postcombustion amélioré.
Le J-7III est un appareil développé par Chengdu et Guizhou à partir de 1981, avec un premier vol en avril 1984. Cette version fut lancée en copiant le MiG-21MF-96F Fishbed-J, dont un exemplaire roumain fut étudié par les ingénieurs chinois. Cependant, les Chinois y apportèrent un grand nombre d'améliorations.
Le F-7M Airguard est une version pour l'exportation conçue avec de l'aide occidentale à partir de 1980, dévoilé en octobre 1984 (bien que le nom d'Airguard ne soit apparu qu'en 1986) et présenté au Bourget en 1987. Dérivé du J-7II et non du J-7III, son avionique était d'origine occidentale
Le Harbin Y-12 est un avion de transport léger bimoteur produit par la Harbin Aircraft Manufacturing Corporation (HAMC). Le développement de cet avion a commencé en 1980 et son 1er vol eut lieu le 14 juillet 1982. Il a un profil d'aile supercritique et est équipé de deux turbopropulseurs Pratt & Whitney Canada.
Le Xian JH-7 (Hanyu pinyin: Jian Hong-7; Code OTAN: Flounder) ou FBC-1 (Fighter/Bomber China-1) Flying Leopard, est un avion d'attaque au sol biplace et biréacteur construit par Xi'an Aircraft Industrial Corporation et AVIC I. Il est en service depuis le milieu des années 1990 au sein de la force aérienne de l'armée de l'armée populaire de libération et l'aéronautique navale de la marine de l’armée populaire de libération.
Le J-8ACT est une version de test à commandes électriques qui effectue son premier vol le 24 juin 1990.
Le J-8IIACT (J-8II-BW2) est un démonstrateur pour les commandes de vols électriques qui effectue son premier vol en 1988.
Le J-8III (J-8C) est une version améliorée du J-8II avec des commandes électriques et des turboréacteurs WP-14. Il comporte également un nouveau radar qu'on dit être basé sur le Elta EL/M 2035 israélien. Le cockpit est également complètement revu avec la mise en place de grands écrans multifonctions. Le premier vol a lieu en 1993.
Le J-8IIM (2006)exposé au Salon de Zhuhai en 2006, est une version dotée d'un radar développé localement.
En 1985, Le projet du J-10 a débuté par l'industrie de l'armement de la république populaire de Chine à la demande des forces aériennes de l’Armée populaire de libération (APL). Le J-10 (歼-10 jiān 10 ou Jianji-10) est un avion multirôle construit par la firme Chengdu Aircraft Corporation établie à Chengdu, en Chine.
En 1987 le programme bénéficie de l'apport des technologies du IAI Lavi du constructeur israélien IAI, qui bénéficiera ensuite des technologies des ailes delta et plan canard du J-9. Au milieu des années 1990, les Russes participent au programme avec le moteur AL-31F.
À mi-1996, le premier prototype "1001" (monoplace) réalise son vol inaugural, mais fin 1997, le second prototype fut perdu, semble-t-il à cause d'un problème dans les commandes de vol électriques. Le premier vol officiel du J-10 a lieu le 22 ou 23 mars 1998.
Les prototypes sont équipés du moteur chinois WS-10. L'existence du J-10 est reconnue par les autorités le 29 décembre 2006 environ deux ans et demi après la présentation officielle.
Le Xian MA60 est un bi-turbopropulseur de transport commercial chinois. Il s'agit en fait d'une version allongée du Xian Y7-200A, ce qui en fait un appareil très proche de l'Antonov An-26. Sa mise en service date de 2000.
Le JF-17 Thunder (en urdu : تھنڈر), également nommé Chengdu FC-1 Xiaolong est un avion de combat multirôle, monoréacteur léger développé en coopération entre Chengdu Aircraft Industries Corporation (CAC) (Chine), l'armée de l'air pakistanaise et l'industrie aéronautique pakistanaise. Son premier vol date du 3 septembre 2003, et sa mise en service de février 2010.
Le Chengdu J-20, aussi connu sous le nom J-XX, est un avion de chasse furtif chinois. Le démonstrateur qui a fait son premier vol en janvier 2011 préfigure ce que pourrait être un avion de cinquième génération biréacteur développé par le constructeur Chengdu Aircraft Corporation pour l'Armée populaire de libération. Il effectue son premier vol le 11 janvier 2011. Cet avion pourrait entrer en service d'ici 2017 ou 2019.
Le Nanghang/PAC K-8 Karakorum est un avion d'entraînement à réaction conçu en collaboration entre le Pakistan et la Chine. Il a fait son premier vol en 1990 et, dix ans plus tard, au moins 400 exemplaires avaient été construits pour une douzaine de pays utilisateurs.
Au niveau des clients l'industrie militaire aéronautique chinois compte notamment l'Azerbaïdjan, la Birmanie, la Bolivie, la république populaire de Chine, l'Égypte, l'Indonésie , le Ghana, le Maroc, la Namibie, le Pakistan, le Soudan, le Sri Lanka, la Tanzanie, la Thaïlande, le Venezuela, la Zambie, et le Zimbabwe.

### Hélicoptères
L'origine de l'industrie hélicoptériste chinois peut être retracée à la fin des années 1950, lorsque l'Union des républiques socialistes soviétiques accepte d'aider le Parti communiste chinois à construire des hélicoptères à des fins civiles et militaires. Le premier hélicoptère national construit par l'industrie de l'armement de la république populaire de Chine est le Zhishengji-5 (Z-5) qui est un Mil Mi-4 construit sous licence par Harbin Aircraft Factory (actuellement Harbin Aircraft Manufacturing Corporation) avec quelques modifications dont le premier vol a lieu en décembre 1958. À la suite de graves problèmes de qualité, il n'entre en service qu'en 1963 et un total de 545 exemplaires est produit jusqu'en 1979 pour l'armée et le marché civil. Il formera l'ossature du relativement petit parc d'hélicoptères militaires jusqu'au années 1980.

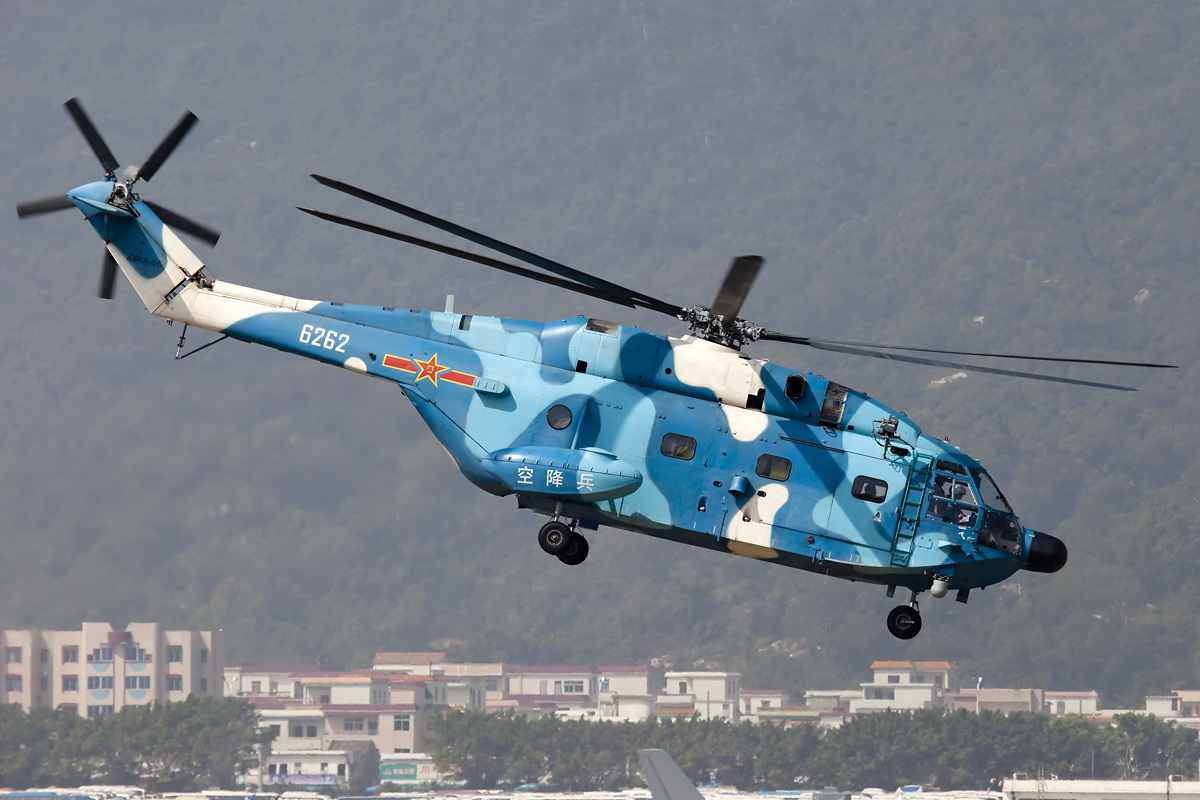
Un Z-8KA en 2012.

À la suite de la rupture sino-soviétique, l'industrie aéronautique chinoise tente de développer un hélicoptère moyen similaire au Mil Mi-8 soviétique à partir de 1966 mais le programme Z-6 développé à partir de 1966 est repris par la nouvellement crée Changhe Aircraft Industries Corporation en 1970 fut un cuisant échec, et la production qui s'arrêta en 1977 ne dépassa pas 15 exemplaires.

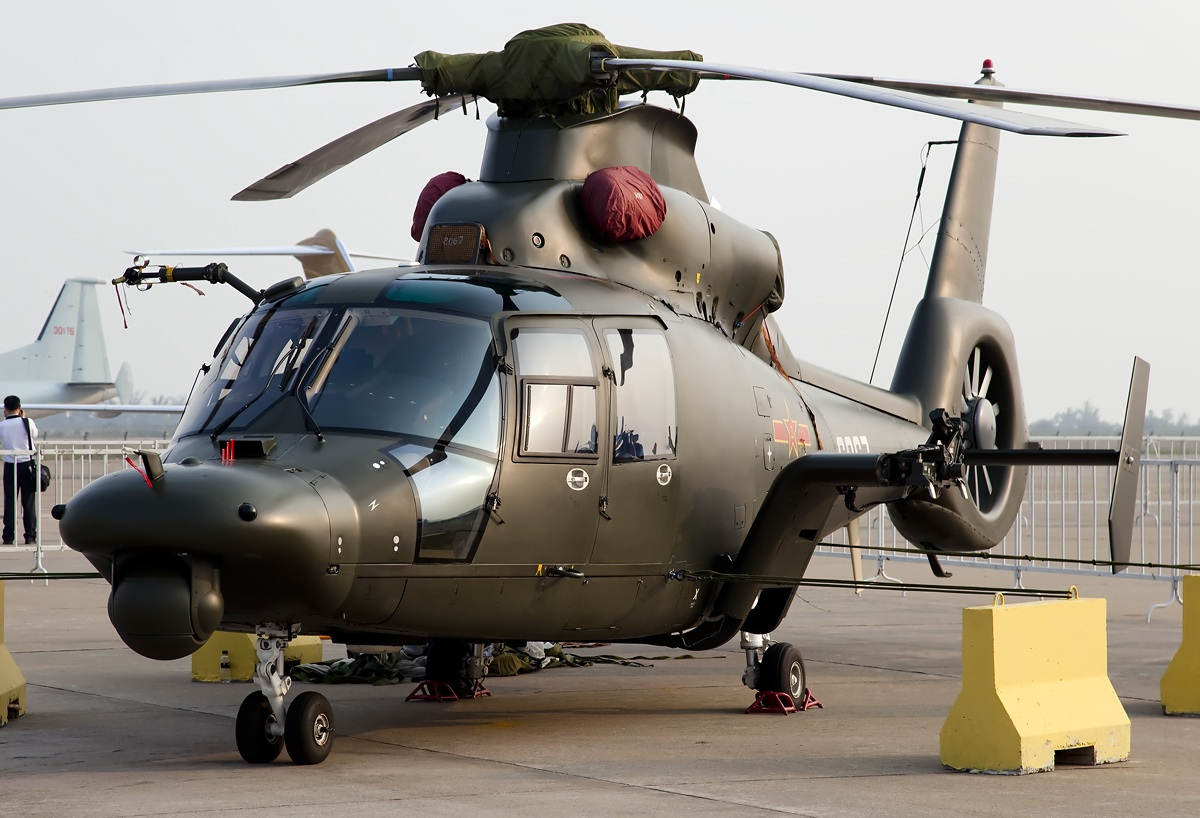
Un Harbin Z-9WA en 2012.

Pour permettre à l'armée populaire de libération de disposer d'hélicoptères modernes, et tirant profit de l'ouverture du pays au monde occidental à la suite de la visite de Richard Nixon en Chine en 1972, et des bonnes relations entre la Chine et la France, les dirigeants chinois décident de faire appel à la technologie occidentale, plus particulièrement française et américaine. La Société nationale industrielle aérospatiale vend douze SA-321J Super-Frelon livré entre décembre 1975 à avril 1977 produit ensuite localement à partir de 1985 sous le nom Z-8 ainsi que des Alouette III et des Gazelle. Le Z-8 à des successeurs basé sur sa cellule, le Avicopter AC313 qui est le plus gros hélicoptère développé en Chine à cette date pour des missions civiles présenté en 2010, construit en 2016 en nombre très limité, et le Changhe Z-18 (en) pour des missions militaires.
Le 2 juillet 1980, la république populaire de Chine signa un accord avec Aérospatiale qui lui octroie une licence de production pour l'Aérospatiale AS-365N Dauphin 2, rebaptisé pour la circonstance Harbin Z-9. Elle en développe plusieurs versions jusqu'aux années 2010.

## Production actuelle
Xi'an Aircraft International Corporation (en) vend des "Modern Ark 60" en Afrique, an Asie et en Amérique.
Le MA600 dispose lui de 60 places et a effectué son premier vol en 2008.
Par ailleurs, le constructeur aéronautique européen Airbus a installé une usine d'assemblage d'avions A319 et A320 destinés au marché chinois à Tianjin en 2008. L'entreprise a annoncé en mars 2016 le début de la production d'avions A330 en Chine à l'horizon 2017.

## Modèles en développement
En 2010, deux projets d'avions de ligne civils sont en cours :
- l'ARJ21, un avion de 70 à 90 places, développé par AVIC I Commercial Aircraft Co. (ACAC),
- le C919, un projet d'avion de 168 à 190 places, dont le vol inaugural est prévu à l'origine en 2014 et la première livraison dès 2016 mais dont le premier vol, fin octobre 2016, est annoncé pour la fin de cette année[6].

En mars 2011, COMAC a signé une « entente de partenariat à long terme » avec Bombardier Aéronautique dans le but, entre autres, « de répondre à l'un des principaux arguments de vente des concurrents de sa future CSeries ».
Les programmes en cours les plus médiatisés sont ARJ 21, et le C919.
Le modèle MA700 de 70 places de Xi'an Aircraft devrait être livré à partir de 2015
Aviation Industry Corporation of China (Avic) en coopération avec Embraer souhaite que sa chaîne d'assemblage de Harrbin produise de l'ERJ 145/ERJ 135 avec le Legacy 600 et le Legacy 650, considérés comme « super-mid-size jets » et « large jets ». Le premier doit être achevé d'ici fin 2013.

## Motoristes
En 2016, l'ensemble des motoristes chinois est regroupé dans la Aero Engine Corporation of China comprenant à sa création 96 000 employés.
Le turboréacteur WS-10 est en cours de développement depuis les années 2000 pour équiper les chasseurs chinois.
L'Aviation Industry Corporation of China prévoit la fin de ses recherches sur le moteur CJ-1000A pour l'année 2016.

## Secteur militaire
D'après le pilote d'essai Xu Yongling, le processus lié aux essais et à la fabrication en série du J-20 durera plusieurs années.
Pour Lin Zuoming, directeur général de l'AVIC (Aviation Industry Corporation of China), « D'ici 2015, les recherches et la conception de tous les modèles-clés seront achevés ».
Pour lui, l'industrie chinoise de l'aviation est confrontée à un goulot d'étranglement dans les problèmes techniques liés à la conception de moteurs. Aussi AVIC investirait 10 milliards de yuans (environ 1 milliard d'euros) dans la recherche et le développement de moteurs. Toutefois cette somme reste modique en comparaison du contrat de deux à quatre milliards d'euros reçu par Pratt & Whitney en 2001 pour le développement du moteur F135 du F-35 Lightning II.
Pour Lin Zuoming le transfert de technologie devrait être accéléré pour l'aviation civile, le secteur militaire n'étant pas suffisant à lui seul.
D'après Wang Zhilin, directeur général de la Commercial Aircraft Corporation of China, l'ambition chinoise est de doter le C919 de propulsions conçues par l'AVIC, avant 2020. À ce moment, elle atteindrait le même niveau technique les principaux concurrents mondiaux, et deviendrait un acteur clé dans le domaine de la défense aérienne.
Le J-18, serait un avion chinois capable de décoller et d'atterrir verticalement et d'équiper le futur porte-avions chinois. Toutefois, il ne semble pas exister pas de convergence de point de vue entre les medias de république populaire de Chine et les medias occidentaux sur le J-18 et le porte-avion, .

## Fournisseurs d'avionneurs
Existent également en république populaire de Chine des équipementiers connus et réputés, parfois présents sous forme de coentreprises.
C'est en particulier le cas de :
Le groupe Safran dispose de deux usines, une à Suzhou (80 km de Shanghai) ; Snecma Suzhou C. Ltd et Messier-Dowty Suzhou co. Les deux usines ont une superficie de 14 000 m2. Elle produisent des composants de moteurs CFM56-5b et - 7B (Snecma Suzhou) et aussi des éléments de trains d'atterrissage (Messier).
Safran est également impliqué dans Snecma Xiniy Airfoil Castings Co.Ltd, un partenariat (en coentreprise) avec Guizhou Xinyi Machinery Factory (Groupe AVIC I) pour les moteurs CFM56-2, - 3, -5A, - 5C et - 7B.
Hamilton Sundstrand collabore avec AVIC EM (dans une coentreprise) sur un site de Xi'an pour le système d'alimentation électrique du C919.
Une coentreprise (dont Airbus détient 51 %) produit des A320 à Tianjin.
Bombardier et Comac collaborent également pour la réalisation des nouveaux avions.
Embraer est tombé en accord avec AVIC (Aviation Industry Corporation of China) pour mettre en place sur le territoire chinois une de fabrication des Legacy 600/650.
La Boeing Tianjin Composites Co. Ltd. est une coentreprise entre Boeing et la China Aviation Industry Corp. qui produit des éléments des Boeings 737, 747, 767, 777 et 787 Dreamliner. Cette usine est étendue en 2013.
Pratt & Whitney, l'un des trois principaux fournisseurs de moteurs dispose de sites de production à Chengdu Aerotech Manufacturing Co et à South Pratt & Whitney Aero Engine Company.

## Fournisseurs du transport aérien
Liebherr Hangda Aerospace Technologies (Wuhan) Co. L est une société chargée de la maintenance des avions Airbus, Boeing, Bombardier et Embraer en république populaire de Chine.

## Coopération internationale
Le but de la Chine est de devenir indépendant des fournisseurs étrangers comme Airbus et Boeing.